# Isla Kaşık
Isla Kaşık (en turco: Kaşık Adası literalmente "Isla Cuchara"; en griego: Πίτα νήσος) es una de las nueve islas que constituyen las llamadas Islas de los Príncipes (Prens Adaları) en el Mar de Mármara, cerca de Estambul. Se encuentra entre las islas de Burgazada y Heybeliada. Adasi Kaşık está oficialmente administrada por el barrio Burgazada en el distrito de Adalar, en la ciudad de Estambul, Turquía.